# Jämjö distrikt
Jämjö distrikt är ett distrikt i Karlskrona kommun och Blekinge län. 
Distriktet ligger öster om Karlskrona. 

## Tidigare administrativ tillhörighet
Distriktet inrättades 2016 och utgörs av socknen Jämjö i Karlskrona kommun.
Området motsvarar den omfattning Jämjö församling hade vid årsskiftet 1999/2000.